# Eriborus tibialis
Eriborus tibialis là một loài tò vò trong họ Ichneumonidae.